# Liste der Baudenkmäler in Marktsteft
Auf dieser Seite sind die Baudenkmäler in der unterfränkischen Stadt Marktsteft zusammengestellt. Diese Tabelle ist eine Teilliste der Liste der Baudenkmäler in Bayern. Grundlage ist die Bayerische Denkmalliste, die auf Basis des Bayerischen Denkmalschutzgesetzes vom 1. Oktober 1973 erstmals erstellt wurde und seither durch das Bayerische Landesamt für Denkmalpflege geführt wird. Die folgenden Angaben ersetzen nicht die rechtsverbindliche Auskunft der Denkmalschutzbehörde.
 Die Liste gibt den Fortschreibungsstand vom 15. April 2020 wieder und enthält 35 Baudenkmäler.

## Ensemble Ortskern Marktsteft mit Hafensiedlung
Der an der Uferstraße des Mains gelegene Ort wurde erstmals 1216 genannt und kam 1448 an die Brandenburger Markgrafen. Im 18. Jahrhundert entwickelte sich das Häckerdorf mit Kirchenburg zum Umschlaghafen und Handelsplatz des Ansbacher Markgraftums am Main und wurde 1726 zum Markt erhoben. Auch wenn der 1712 geplante Aufbau zur Stadt in den Anfängen stehengeblieben ist, wird diese Blütezeit im Ortsbild noch anschaulich. Um die alte Kirchenburg, entlang der Haupt- und der vom Main wegführenden Herrnstraße reihen sich die größeren Häuser der im Handel zu Wohlstand gekommenen Familien, während sich zum Main hin das ehemalige Viertel der im Hafen beschäftigten Arbeiter und Handwerker mit regulierten Wohnquartieren ausdehnt. Die Herrnstraße, leicht ansteigend, besitzt in ihrem unteren Bereich einige Bürgerhäuser des 18. und beginnenden 19. Jahrhunderts. In ihrem weiteren Verlauf folgen landwirtschaftliche Höfe, deren Wohnhäuser die Giebelseite der Straße zukehren. An der Ecke zur Hauptstraße liegt der Kirchenbezirk, der von einer geschlossenen Reihe zweigeschossiger Traufseithäuser der ersten Hälfte des 19. Jahrhunderts, meist über älterem Kern, umgeben ist. Der Zugang zum Kirchhof führt durch den Rathausturm. Die Hauptstraße besitzt in ihrem mittleren Bereich dörflichen Charakter, wird südlich aber in einem regelmäßig angelegten Abschnitt, der die in den Anfängen stehen gebliebene, neue Stadtgründung des 18. Jahrhunderts dokumentiert, fortgeführt. Hier befindet sich eine einheitliche Häuserzeile (Nr. 34–44) in den schlichten, klassizisierenden Formen des Ansbacher Spätbarocks. Der für die Ortsentwicklung entscheidende Hafen, der 1711 bis 1729 angelegt worden ist, hatte zwischen Altort und Hafenbecken eine systematische Siedlungserweiterung zur Folge. Die Häuserzeilen und Gevierte mit kleinen regelmäßig parzellierten ein- und zweigeschossigen Fischer-, Hafenarbeiter- und Handwerkerhäusern sind, obwohl von unterschiedlichem Erhaltungsgrad, ein einzigartiges Zeugnis für die merkantilistischen Bestrebungen des 18. Jahrhunderts. 
Aktennummer: E-6-75-149-1.

## Baudenkmäler nach Ortsteilen

### Marktsteft
| Lage                                                                   | Objekt                                                                   | Beschreibung | Akten-Nr.               | Bild           |
| ---------------------------------------------------------------------- | ------------------------------------------------------------------------ | --- | ----------------------- | -------------- |
| Am Main, Main (Standort)                                               | Ehemalige markgräflich-ansbachische Hafenanlage                          | Becken angelegt 1701 ff. und 1729 fertiggestellt, mit Unterbau des ehemaligen Kranen, 1764 und Hochwassermarke von 1784.                                           | D-6-75-149-37           | weitere Bilder |
| Hauptstraße 9 (Standort)                                               | Ehemaliges Gasthaus Schwarzer Adler                                      | Zweigeschossiger traufständiger Halbwalmdachbau mit umlaufendem Geschossgesims und rundbogigem Portal, spätes 18. Jahrhundert.                                     | D-6-75-149-1            | weitere Bilder |
| Hauptstraße 12 (Standort)                                              | Wohnhaus                                                                 | Zweigeschossiger Walmdachbau mit Fachwerkobergeschoss, über der Tür bezeichnet „1612“.                                                                             | D-6-75-149-2            | BW             |
| Hauptstraße 14 (Standort)                                              | Brauereigebäude                                                          | Dreigeschossiger Walmdachbau mit Dachreiter, 1906/07 und 1934. | D-6-75-149-3            | weitere Bilder |
| Hauptstraße 14 a (Standort)                                            | Zweigeschossiger Satteldachbau mit Fachwerkobergeschoss                  | Zur Brauerei gehörig, bezeichnet „1688“. | D-6-75-149-3 zugehörig  | BW             |
| Hauptstraße 15 (Standort)                                              | Wohnhaus                                                                 | Repräsentativer zweigeschossiger Walmdachbau mit abgerundeten Ecklisenen, umlaufendem Geschossgesims und korbbogiger Toreinfahrt, Zwerchgiebel, 18. Jahrhundert.   | D-6-75-149-4            | weitere Bilder |
| Hauptstraße 15 (Standort)                                              | Zugehöriges Nebengebäude                                                 | Mit Halbwalmdach. | D-6-75-149-4 zugehörig  | BW             |
| Hauptstraße 16 (Standort)                                              | Wohn- und Geschäftshaus                                                  | Zweigeschossiger Walmdachbau in Ecklage, teils geohrte Fenster- und Türgewände im Erdgeschoss, bezeichnet „1738“.                                                  | D-6-75-149-6            | weitere Bilder |
| Hauptstraße 16 (Standort)                                              | Nebengebäude                                                             | Mit Mansarddach und Fachwerkgiebel, 18. Jahrhundert. | D-6-75-149-6 zugehörig  | weitere Bilder |
| Hauptstraße 18 (Standort)                                              | Wohnhaus                                                                 | Zweigeschossiger traufständiger Satteldachbau mit spätbarocker Fassadengliederung, bezeichnet „1797“.                                                              | D-6-75-149-7            | weitere Bilder |
| Hauptstraße 23 (Standort)                                              | Evangelisch-lutherische Pfarrkirche St. Stephan                          | Saalbau mit polygonalem Chor und Glockenturm, spätgotischer Neubau ab 1623 unter Verwendung älterer Mauerteile; mit Ausstattung.                                   | D-6-75-149-8            | weitere Bilder |
| Hauptstraße 23, 25, 25 a, 27, 29, Herrnstraße 2, 4, 6 (Standort)       | Kirchenburg                                                              | Mit Mauer und Kirchgaden, einer bezeichnet „1593“. | D-6-75-149-8 zugehörig  | weitere Bilder |
| Hauptstraße 27 (Standort)                                              | Rathaus                                                                  | Zweigeschossiger traufständiger Satteldachbau, bezeichnet „1609“; mit Turm und Durchfahrt.                                                                         | D-6-75-149-9            | weitere Bilder |
| Hauptstraße 31 (Standort)                                              | Pfarrhaus                                                                | Zweigeschossiger traufständiger Satteldachbau mit Toreinfahrt, mittleres 18. Jahrhundert.                                                                          | D-6-75-149-10           | weitere Bilder |
| Hauptstraße 32 (Standort)                                              | Wappenstein                                                              | Bezeichnet „1575“. | D-6-75-149-11           | weitere Bilder |
| Hauptstraße 34 (Standort)                                              | Ehemalige Hofanlage, Wohnhaus                                            | Zweigeschossiger Walmdachbau mit barocker Gliederung, in Ecklage, bezeichnet „1747“.                                                                               | D-6-75-149-12           | weitere Bilder |
| Hauptstraße 34, Schwarzengasse 1 (Standort)                            | Ehemalige Hofanlage, Hoftor                                              | | D-6-75-149-12 zugehörig | weitere Bilder |
| Hauptstraße 40 (Standort)                                              | Wohnhaus                                                                 | Zweigeschossiger traufständiger Satteldachbau mit geohrtem Eingangsportal, bezeichnet „1742“.                                                                      | D-6-75-149-14           | weitere Bilder |
| Hauptstraße 42 (Standort)                                              | Wohnhaus                                                                 | Zweigeschossiger traufständiger Satteldachbau mit rundbogiger Toreinfahrt, mittleres 18. Jahrhundert.                                                              | D-6-75-149-15           | BW             |
| Hauptstraße 46 (Standort)                                              | Wohnhaus                                                                 | Zweigeschossiger traufständiger Halbwalmdachbau auf langrechteckigem Grundriss, spätes 18. Jahrhundert.                                                            | D-6-75-149-28           | weitere Bilder |
| Hauptstraße 47 (Standort)                                              | Gasthof Goldener Anker                                                   | Zweigeschossiger traufständiger Satteldachbau mit Toreinfahrt, Mitte 18. Jahrhundert.                                                                              | D-6-75-149-16           | weitere Bilder |
| Hauptstraße 49 (Standort)                                              | Wohnhaus                                                                 | Zweigeschossiger traufständiger Mansarddachbau aus Bruchsteinmauerwerk, bezeichnet „1805“.                                                                         | D-6-75-149-17           | weitere Bilder |
| Herrnstraße 5 (Standort)                                               | Bürgerhaus, sogenanntes Keerlhaus, ehemaliges Wohnhaus der Familie Keerl | Zweigeschossiger Mansarddachbau mit Rokokofassade, Mittelresalit, schmiedeeisernem Balkon und Volutengiebel, wohl von Johann David Steingruber, bezeichnet „1773“. | D-6-75-149-19           | weitere Bilder |
| Herrnstraße 7 (Standort)                                               | Bauernhaus                                                               | Zweigeschossiger giebelständiger Satteldachbau mit Fachwerkgiebel, 17./18. Jahrhundert.                                                                            | D-6-75-149-20           | weitere Bilder |
| Herrnstraße 8 (Standort)                                               | Bürgerhaus                                                               | Zweigeschossiger giebelständiger Satteldachbau mit verputztem Fachwerkobergeschoss und Rokokofassade, 18. Jahrhundert                                              | D-6-75-149-21           | weitere Bilder |
| Herrnstraße 8 (Standort)                                               | Rokokogarten                                                             | mit Eingangsportal und Gartenpavillon, 18. Jahrhundert | D-6-75-149-21           | BW             |
| Herrnstraße 9 (Standort)                                               | Hoftor                                                                   | Mit Schlussstein, bezeichnet „1797“ | D-6-75-149-22           | weitere Bilder |
| Herrnstraße 10 (Standort)                                              | Wohnhaus                                                                 | Zweigeschossiger giebelständiger Satteldachbau mit Fachwerkobergeschoss, 17./18. Jahrhundert                                                                       | D-6-75-149-23           | weitere Bilder |
| Herrnstraße 10 (Standort)                                              | Garten                                                                   | mit Pavillon des 18. Jahrhunderts | D-6-75-149-23           | BW             |
| Herrnstraße 12 (Standort)                                              | Bürgerhaus                                                               | Zweigeschossiger Mansarddachbau mit Zwerchhaus und Fassadengliederung, bezeichnet „1817“.                                                                          | D-6-75-149-24           | weitere Bilder |
| Herrnstraße 14 (Standort)                                              | Wohnhaus                                                                 | Zweigeschossiger traufständiger Walmdachbau, erste Hälfte 19. Jahrhundert                                                                                          | D-6-75-149-25           | weitere Bilder |
| Herrnstraße 14 (Standort)                                              | Nebengebäude                                                             | Eingeschossiger Halbwalmdachbau, 18./19. Jahrhundert. | D-6-75-149-25 zugehörig | weitere Bilder |
| Herrnstraße 22, 24 (Standort)                                          | Hoftor                                                                   | Rundbogen mit Schlussstein, Radabweiser, zweite Hälfte 19. Jahrhundert.                                                                                            | D-6-75-149-26           | weitere Bilder |
| Nähe Herrnstraße (Standort)                                            | Kriegerdenkmal                                                           | Bezeichnet „1876“. | D-6-75-149-8 zugehörig  | weitere Bilder |
| Nähe Marktbreiter Straße (Standort)                                    | Friedhof                                                                 | Angelegt 1584 (bezeichnet), mit Freikanzel von 1603 und Arkaden an zwei Seiten mit Grabsteinen des 17., 18. und 19. Jahrhunderts                                   | D-6-75-149-29           | weitere Bilder |
| Sammetgasse 2 (Standort)                                               | Wohnhaus                                                                 | Zweigeschossiger traufständiger Halbwalmdachbau mit Seitenrisaliten, Mitte 18. Jahrhundert; vgl. Ensemble Ortskern.                                                | D-6-75-149-31           | weitere Bilder |
| Nähe Schrannengasse (Standort)                                         | Schrannengebäude                                                         | Massiver dreigeschossiger Walmdachbau mit umlaufendem Geschossgesims, 1750.                                                                                        | D-6-75-149-32           | weitere Bilder |
| Schwanenwirtsgasse 3, 5, 7, 9, 11, 13, Untere Maingasse 1 b (Standort) | Kleinhäuser                                                              | Eingeschossige traufständige Satteldachbauten, um 1800 (Nr. 7 bezeichnet „1819“, Nr. 13 bezeichnet „1823“).                                                        | D-6-75-149-33           | weitere Bilder |
| Schwarzengasse 1 (Standort)                                            | Nebengebäude                                                             | Eingeschossiger Satteldachbau mit barocker Gliederung, 18. Jahrhundert.                                                                                            | D-6-75-149-35           | weitere Bilder |
| Strumpfwirkergasse 2, 4, 6, 8, 10, 12, 14, 16 (Standort)               | Doppelhäuser                                                             | Zweigeschossige Satteldachbauten, Mitte 18. Jahrhundert (Nr. 6 bezeichnet „1754“).                                                                                 | D-6-75-149-36           | weitere Bilder |

### Michelfeld
| Lage                               | Objekt                                              | Beschreibung | Akten-Nr.               | Bild                                                |
| ---------------------------------- | --------------------------------------------------- | --- | ----------------------- | --------------------------------------------------- |
| Mittlere Dorfstraße 13 (Standort)  | Evangelisch-lutherische Pfarrkirche St. Michael     | Saalbau mit Chorturm, Langhaus nachgotisch Anfang 17. Jahrhundert, Turm Anfang 14. Jahrhundert; mit Ausstattung. | D-6-75-149-38           | weitere Bilder                                      |
| Mittlere Dorfstraße (Standort)     | Kriegerdenkmal für die Gefallenen beider Weltkriege | Um 1920. | D-6-75-149-38 zugehörig | Kriegerdenkmal für die Gefallenen beider Weltkriege |
| Schloß 1 (Standort)                | Ehemalige Schlossanlage, jetzt Bauernhof            | Zweigeschossiger Satteldachbau mit zwei Nebengebäuden; Wappenstein von 1525.                                     | D-6-75-149-39           | Ehemalige Schlossanlage, jetzt Bauernhof            |
| Nähe St.-Michael-Straße (Standort) | Grabmal für Andreas Valentin Mooz (1662–1746)       | Sandstein, in Eiseneinfriedung; am Kirchturm.                                                                    | D-6-75-149-41           | Grabmal für Andreas Valentin Mooz (1662–1746)       |

## Ehemalige Baudenkmäler
In diesem Abschnitt sind Objekte aufgeführt, die früher einmal in der Denkmalliste eingetragen waren, jetzt aber nicht mehr. Objekte, die in anderem Zusammenhang also z. B. als Teil eines Baudenkmals weiter eingetragen sind, sollen hier nicht aufgeführt werden. Aktennummern in diesem Abschnitt sind ehemalige, jetzt nicht mehr gültige Aktennummern.

| Lage                                       | Objekt            | Beschreibung                                                                                                   | Akten-Nr.     | Bild    |
| ------------------------------------------ | ----------------- | --- | ------------- | ------- |
| Marktsteft Hauptstraße 35 (Standort)       | Gasthof           | Zweigeschossiger giebelständiger Satteldachbau, bezeichnet „1778“; schmiedeeiserner Ausleger, 18. Jahrhundert. | D-6-75-149-13 | Gasthof |
| Michelfeld St.-Michael-Straße 2 (Standort) | Kleiner Bauernhof | Wohnhaus mit Fachwerkgiebel, bezeichnet „1819“.                                                                | D-6-75-149-40 | BW      |